# Martino Arimanni
Martino Arimanni (... – Brescia, 12 settembre 1275) è stato un vescovo cattolico italiano.
Eletto vescovo di Brescia da papa Urbano IV il 15 marzo 1264.
Trovò Brescia occupata dal vescovo chiamato dai ghibellini Umberto Fontana.
Fu sepolto nel Duomo vecchio di Brescia.

## Stemma
- D'oro, al semivolo di nero[1]